# George Sargent
George Jonathan Sargent, född 2 augusti 1882 i Dorking i Storbritannien, död 6 juni 1962 i Atlanta i USA, var en engelskfödd professionell golfspelare. 

## Biografi
Sargent föddes i Brockham i Surrey som son till Amelia och William. Han hade en bror och en syster. År 1907 gifte han sig med Beatrice Marguerite Pearce. Året därpå föddes parets första barn, Alfred, i Quebec.

## Karriär
Sargent inledde sin golfkarriär vid 12 års ålder på Epsom Downs Golf Club i Surrey. År 1900 kom han fyra i The Open Championship. Fem år senare flyttade han till Kanada. Han slutade på andra  plats i 1908 års Canadian Open. Sargent vann US Open 1909 på Englewood Golf Club i New Jersey då han satte nytt US Open-rekord med 290 slag. Han vann även 1912 års Canadian Open.
Sargent ställde upp i 16 US Open och slutade bland de tio bästa sex gånger. Han blev medlem i Professional Golfers Association of America då den grundades 1916 och 1921 blev han deras president i fem år. Vidare var han klubbprofessional på:
- Ohios Scioto Country Club 1912–1924
- Minneapolis Interlachen Golf Club 1924–1928
- Chevy Chase Club 1928–1932
- East Lake Country Club från 1932 fram till att han drog sig tillbaka från golfen 15 år senare.

År 1930 var Sargent den som införde rörliga bilder för studier av golfsvingen och liksom sina söner, Harold och Jack, är han medlem i Georgia Golf Hall of Fame.